# Jeffrey Menzel
Jeffrey Menzel (ur. 31 października 1988 w Santa Barbara) – amerykański siatkarz, grający na pozycji przyjmującego.

## Sukcesy klubowe
Superpuchar Hiszpanii:
- 2011[5]

Mistrzostwo Hiszpanii:
- 2012

Mistrzostwo Belgii:
- 2014

Puchar Tunezji:
- 2016

Mistrzostwo Tunezji:
- 2016

## Sukcesy reprezentacyjne
Puchar Panamerykański:
- 2011

Mistrzostwa Ameryki Północnej, Środkowej i Karaibów:
- 2013

## Nagrody indywidualne
- 2011: MVP Superpucharu Hiszpanii